# جوني غراي (لاعب كرة قاعدة)
جوني غراي (بالإنجليزية: Johnny Gray)‏ هو لاعب كرة قاعدة أمريكي، ولد في 11 ديسمبر 1927 في ويست بالم بيتش في الولايات المتحدة، وتوفي في 21 مايو 2014 في بوكا راتون في الولايات المتحدة.

## وصلات خارجية
- جوني غراي على موقع دوري كرة القاعدة الرئيسي (الإنجليزية)
- جوني غراي على موقعبيزبول رفرنس.كوم (الدوري الرئيسي) (الإنجليزية)
- جوني غراي على موقعبيزبول رفرنس.كوم (الدوري الثانوي) (الإنجليزية)
- جوني غراي على موقع إي إس بي إن.كوم (أم.أل.بي) (الإنجليزية)
- جوني غراي على موقع مشجعي الرسوم البيانية (الإنجليزية)